# St-Martin (Chapaize)

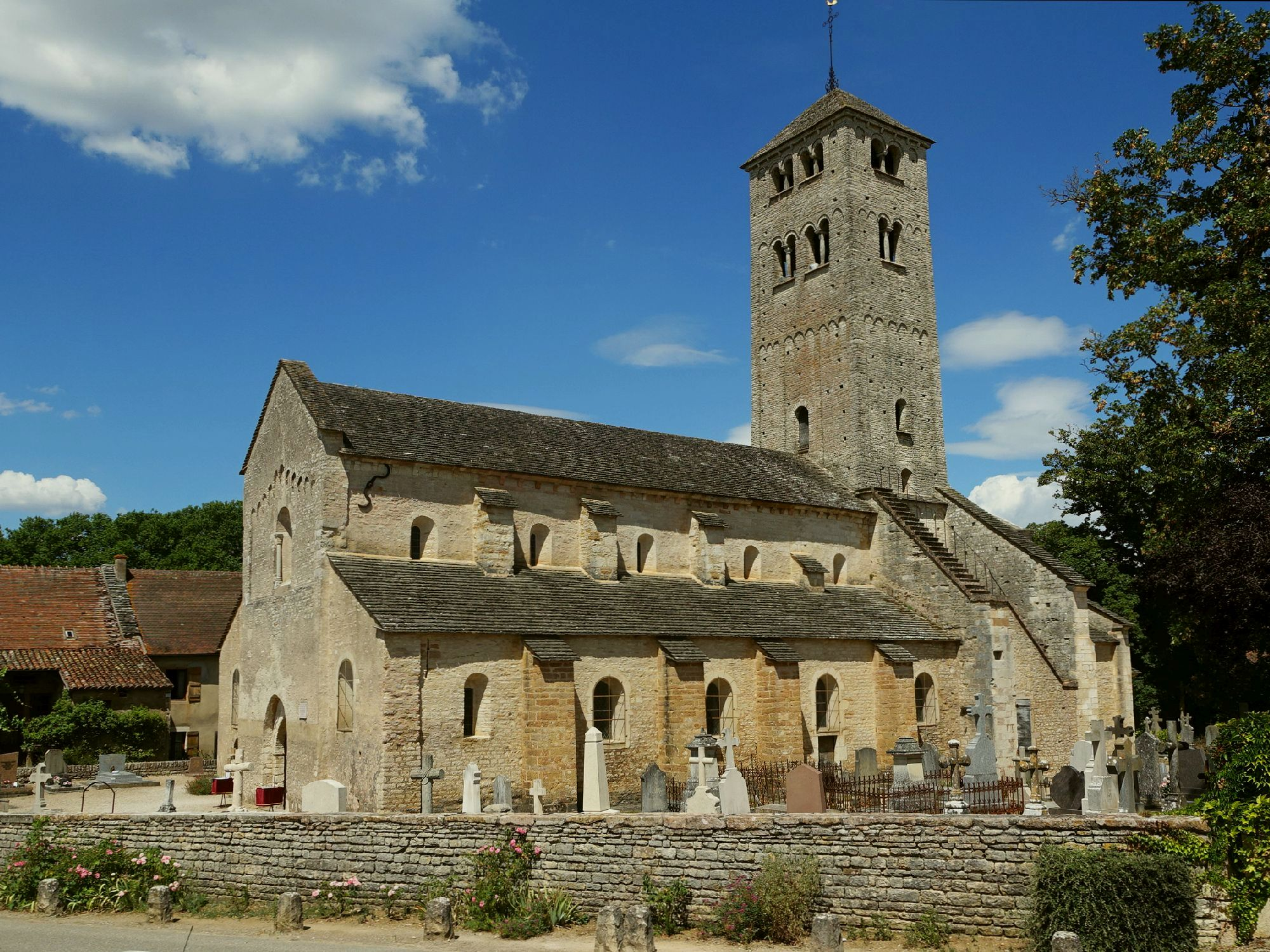
Saint-Martin de Chapaize

Als ehemalige Prioratskirche ist St-Martin (Chapaize) eine der schönsten Kirchen in Burgund. Sie steht inmitten des nur aus wenigen Häusern und Höfen bestehenden Ortes Chapaize, etwa 15 km westlich von Tournus (an der Saône) und etwa 15 km nördlich von Cluny, in der hügeligen Landschaft des Charollais und des nördlichen Mâconnais.

## Bedeutung
Die frühromanische Kirche ist allein schon wegen ihres Alters und ihrer schlichten Schönheit sehenswert, berühmt ist sie aber wegen ihrer kunsthistorischen Bedeutung, die vor allem mit der nahe gelegenen Abtei Cluny zusammenhängt. Besonders beeindruckt sie durch ihre harmonische Architektur, aus der der überraschend hohe Glockenturm hervorsticht, der lombardische Einflüsse aufweist. Steinmetze aus der norditalienischen Region rund um Mailand waren um die Jahrtausendwende in ganz Europa berühmt.

## Geschichte

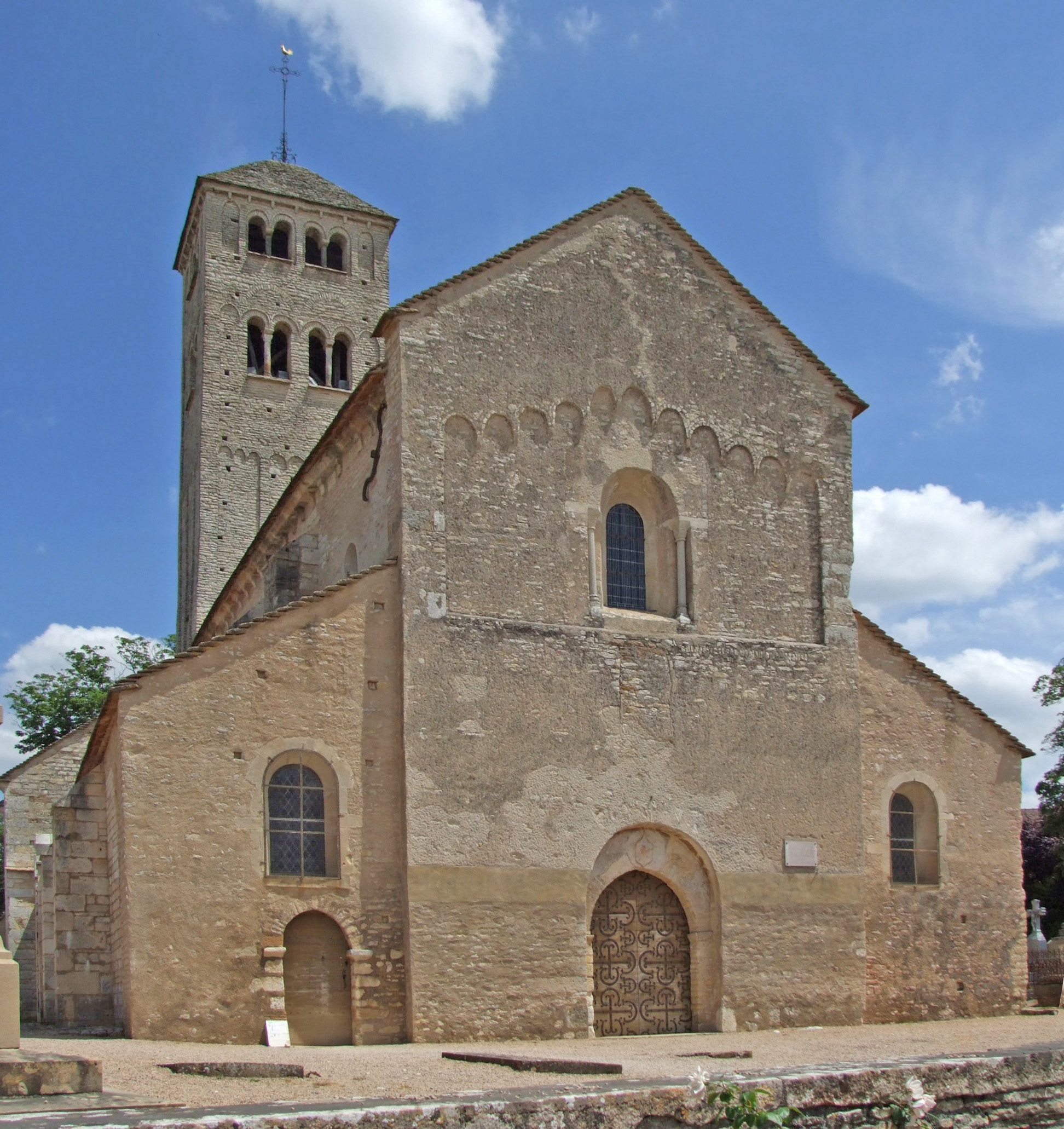
Fassade von Nordwest

Günstig in der Nähe einer Kreuzung zweier Römerstraßen, einer Quelle (Source St-Léger) und des Baches Brioux gelegen, war Chapaize schon in der Antike bekannt. Der frühere Name Capasia, Campasia oder Chapasia geht vermutlich auf das lateinische „campus“ (= Feld) zurück. Der Ort wurde wohl von den Benediktinermönchen so benannt, die hier im 10. Jahrhundert zunächst eine kleine Eremitage gegründet hatten. Dieses wurde ein Jahrhundert später zu einem Kloster erweitert – kirchenrechtlich ein Priorat von St-Pierre in Chalon-sur-Saône. Damals stand der Ort Chapaize unter der Lehnsherrschaft der Herren der 2 km westlich gelegenen Burg Uxelles.
Über die Gründung und Erbauung von Saint-Martin de Chapaize sind keine schriftlichen Daten überliefert. Allerdings lässt sich die Entstehung der Kirche etwa „um 1030“ schlüssig in die Chronologie des nahen St-Philibert (Tournus) einfügen. Grundriss und Pfeilerform sowie die Maße stimmen mit denen der Michaelskapelle von St-Philibert überein, so auch mit denen von Romainmôtier (Schweiz) und den rekonstruierten Maßen von Cluny II.
In einer wissenschaftlichen Abhandlung von Didier Méhu und David Girard, von der Universität Laval vom 1. August 2007 findet sich auf Seite XIV ein Grundriss der Kirche, in dem die Entstehungsdaten der einzelnen Bauglieder kenntlich gemacht sind (siehe Handskizze).
Die ältesten Bauteile werden auf „um 1030“ datiert. Es sind die beiden Reihen der runden Säulen unter den Scheidewänden zwischen den Schiffen, ergänzt durch die Scheidewände über den Arkadenbögen. Hinzu kommen nach der Einwölbung die Gurtbögen des südlichen Seitenschiffs und wahrscheinlich auch die aufliegenden Kreuzgratgewölbe. Diejenigen im nördlichen Seitenschiff sind nur teilweise aus dieser Zeit, die gegen 1100 einem Brand zum Opfer gefallen sind.
Die vorgeblendete Fassade und die Gurtbögen vor und hinter dem Turmjoch, zusammen mit dessen Kuppelgewölbe werden „gegen 1040 / 1050“ datiert.
Die Außenwand des nördlichen Seitenschiffs wurde offensichtlich nach dem oben genannten Brand „gegen 1100“ erneuert. Die Außenwand des südlichen Seitenschiffs wurde damals in den ersten beiden Jochen gänzlich erneuert, in den übrigen Jochen wurde lediglich die äußere Schale der Wand erneuert.
Infolge eines Einsturzes der ursprünglichen Rundtonne des Mittelschiffs wurde das Gewölbe der Joche 1 bis 5 als angespitzte Tonne erneuert, zusammen mit den Gurtbögen, und zwar „nach 1125“. Zur gleichen Zeit wurden die äußeren Strebepfeiler des „Querhauses“ angefügt, die oberhalb der Dächer bis zum Turm hinaufreichen.
Das Chorhaupt mit seinen drei Apsiden wird „Anfang 12. Jahrhundert“ datiert, einschließlich kurzer Wandanschlüsse der Außenwände und der Scheidewände. Über die Gestalt des ursprünglichen Chorhauptes gibt es keine Auskunft.
Das in der Südapsis in beachtlichen Ausmaß vorhandene Bruchsteinmauerwerk bezeugt allerdings, dass zumindest die seitlichen Apsidiolen den ursprünglichen Grundriss übernommen haben. Das trifft wahrscheinlich auch auf die Chorapsis zu.
Die teilweise Erneuerung des Gewölbes des nördlichen Seitenschiffs mit seinen Gurtbögen wird auf das 14. Jahrhundert datiert.

St-Martin de Chapaize, Grafik von Sagnot gegen 1830

Schwierigkeiten der Mutterabtei zwangen die Mönche im 16. Jahrhundert das Kloster zu verlassen. Die Äbte von St-Pierre de Chalon hatten unter den Religionskriegen stark gelitten und mussten das Gebiet von Chapaize bereits 1556 verlassen. Im Jahr 1603 sind die Äbte von Chalon gezwungen, Chapaize zu veräußern, „da es am entferntesten von Chalon ist, am meisten ruiniert und am wenigsten gewinnbringend ist“.
Die Nachkommen der früheren Besitzer, die Herren von Uxelles, bekamen für 3 360 Livres und eine alljährliche Rente von 255 Livres
Chapaize mit allen Nebengebäuden, das Recht Gericht zu halten, den Zins, die Steuer, den Zehnten, die Ackerländer, Wiesen und Wälder. Die Mönche verpflichteten sich nur zur Schirmherrschaft und der Vertretung im Pfarramt der Kirche. Das bestehende Pfarrhaus am Waldrand wurde 1740 erweitert und restauriert. Abt Nicolas Genost de Laforest, Pfarrer von Chapaize, bewohnte es von 1751 bis 1783 und erlangte Berühmtheit durch seine Jagdleidenschaft. Er wurde unter dem Namen des Abtes Duverger in den Novellen des Marquis de Foudras „Pauvre défunt Monsieur de Curé de Chapaize“ (Armer verstorbener Herr Pfarrer von Chapaize) und „Hommes des bois“ (die Männer der Wälder) verewigt. Ende des 17. Jahrhunderts hatten die Äbte große Schwierigkeiten die Jahressteuer einzutreiben und forderten deshalb mehrmals, aber erfolglos, die Rückgabe des Gebietes von Chapaize.
Aber dieses sollte nicht mehr lange der Lehnsherrschaft von Uxelles abhängig bleiben, da es nach der Revolution an einen Landwirt veräußert worden ist.
Die vier äußeren Strebepfeiler des südlichen Seitenschiffs sollen im Jahr 1846 angefügt worden sein.
Gegen Ende des 20. Jahrhunderts hat eine sorgfältige Restaurierung vorzüglich die Frische des ursprünglichen Konzepts wieder herausgearbeitet, ohne die Patina der alten Steine zu zerstören, auch ohne störende Eingriffe in den etwas verblichenen Charme des Kirchplatzes mit seinen Gräbern, den alten Ahornbäumen und den halb verfallenen Bauernhäusern, deren Gemäuer noch mittelalterliche Gutshöfe erahnen lassen. Dabei wurden die Obergadenfenster wieder geöffnet.

## Bauwerke

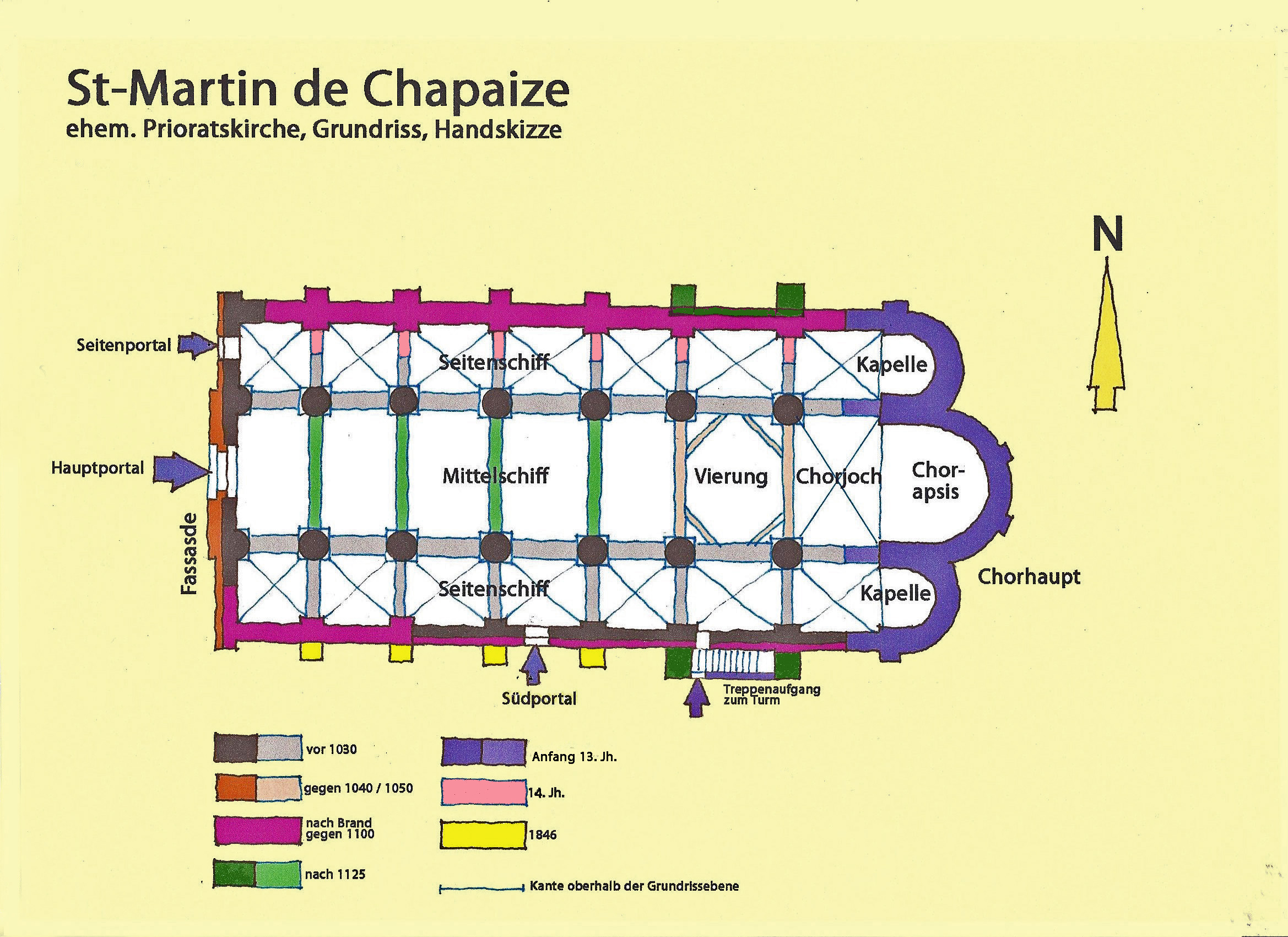
St-Martin de Chapaize, Grundriss, Handskizze mit Datierungen

Unter Geschichtliches wird die Gesamtlänge mit 34,50 m und die Breite mit 13,20 m angegeben. Die Höhe des Glockenturms soll 35,00 m betragen.

### Allgemeines
Die dreischiffige Kirche weist einen basilikalen Aufriss auf. Die niedrigeren Seitenschiffe werden von einem wesentlich höheren Mittelschiff überragt. Das Langhaus ist fünfjochig. Die Grundrisse der Mittelschiffjoche sind breite Rechtecke, die der Seitenschiffe sind quadratisch. Das Vierungsjoch ist etwas tiefer als die Joche der Schiffe, es wird innen von einer Kuppel bekrönt, über der sich der hohe Glockenturm erhebt. Da die Seitenschiffe in gleicher Dimension bis zum Chor durchlaufen, kann man beim Vierungsjoch nicht von einem Querhaus sprechen. Im Osten schließt sich daran ein dreiteiliges Chorjoch an, das durch einen Staffelchor abgeschlossen wird, dessen halbrunde Apsiden die Breiten der Schiffe übernehmen. Hingegen bleiben ihre Höhen deutlich unter denen der Schiffe.
Über die Lage und den Umfang der Konventsgebäude geben die bekannten Quellen keine Auskünfte. Die beiden Türdurchlässe auf der Südseite der Kirche lassen aber darauf schließen, dass sich an dieser Seite der Kreuzgang des Klosters befand, der einen Hof umschloss und von den Konventsräumen wie Kapitelsaal, Refektorium, Küche, Dormitorium, Arbeitsräume, Toiletten und anderen umgeben war. Von alledem ist nichts übrig geblieben. Möglicherweise haben diese Räumlichkeiten vor der Revolution (1789) noch bestanden.

### Äußere Erscheinung

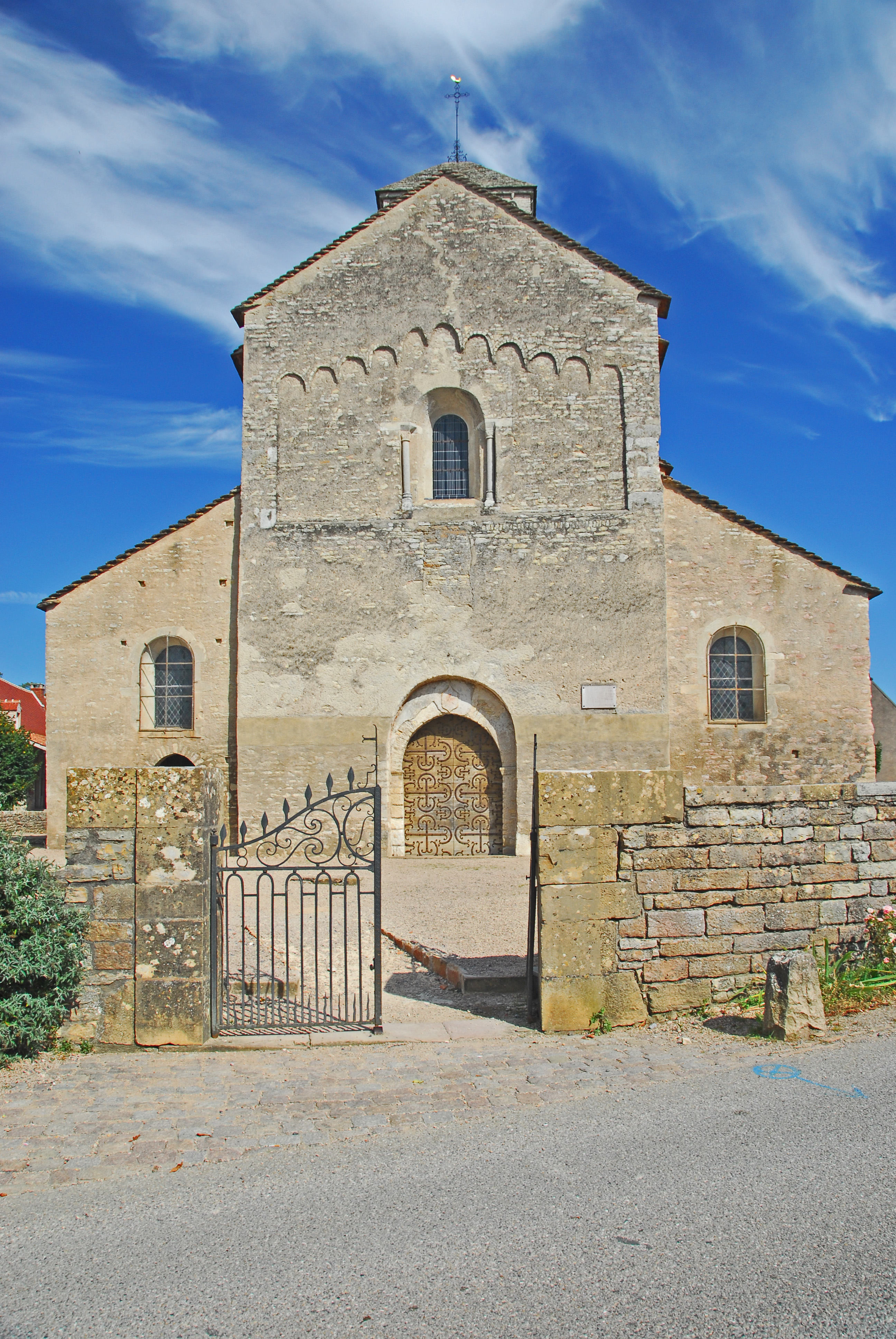
St-Martin de Chapaize, Fassade von W

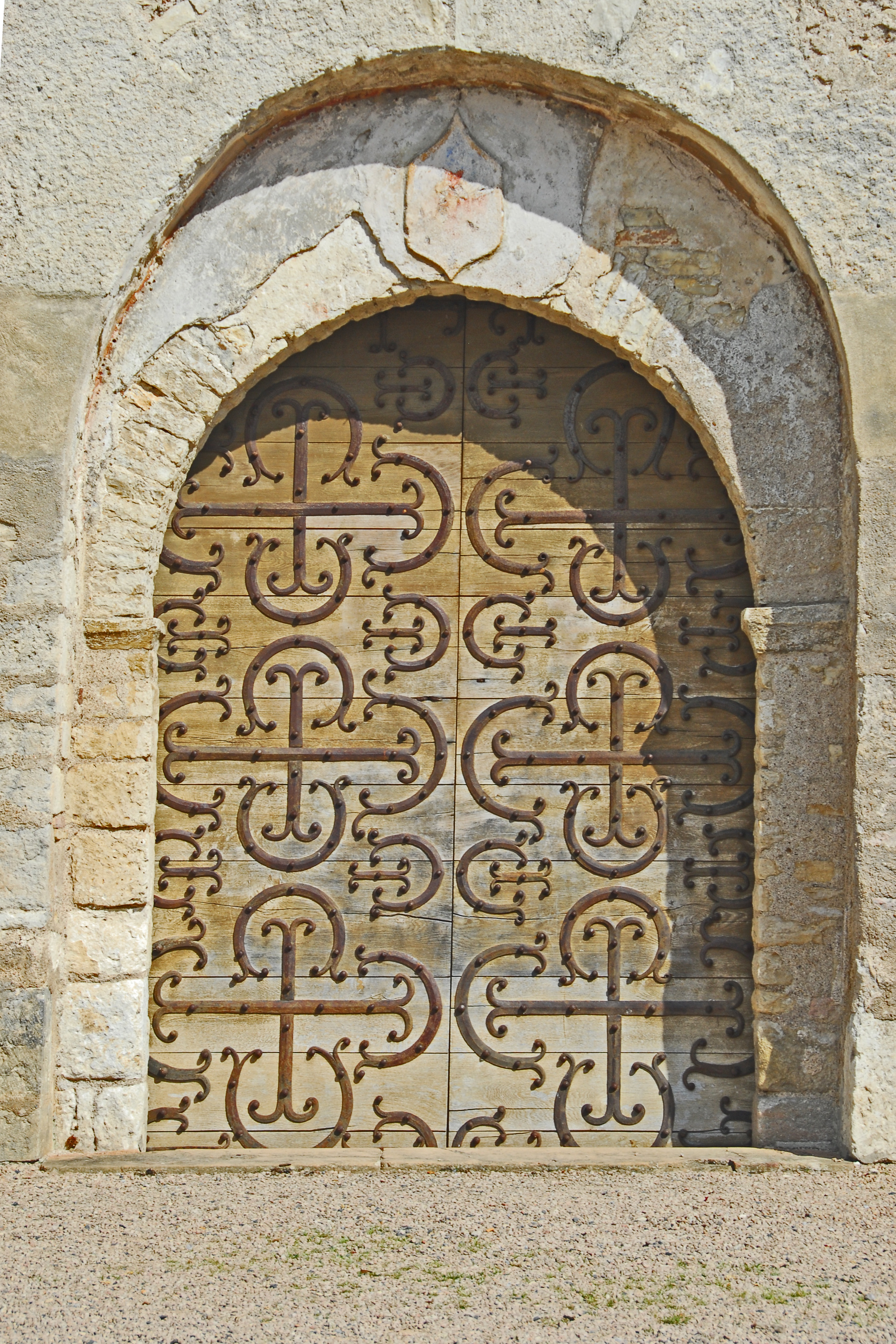
St-Martin de Chapaize, Hauptportal

#### Langhaus und Fassade
Die Traufen des Mittelschiffs liegen etwa doppelt so hoch, wie die der Seitenschiffe. Das Regenwasser tropft von ihnen frei ab. Sie kragen ein gutes Stück über die Außenwände hinaus und liegen auf breiten Traufgesimsen auf, die von kräftigen Kragsteinen unterstützt werden, deren Sichtseiten nach innen ausgerundet sind.
Das Satteldach des Mittelschiff und die Pultdächer der Seitenschiffe weisen Neigungen von etwa dreißig Grad auf und sind mit grauen Steinplatten eingedeckt. Die Fassadenwand des Mittelschiffs ragt ein kurzes Stück über die Dachflächen hinaus und ist wie diese eingedeckt. Die Eindeckung der Pultdächer kragt knapp über die Ortgänge hinaus. Die Enden der Fassadenwände ragen seitlich geringfügig über Längswände der Schiffe hinaus.
Die Unterteilung der Längswände der Schiffe in fünf Joche übernehmen kräftige, im Querschnitt leicht rechteckige Strebepfeiler, deren Oberseiten überwiegend in Neigung der Dächer mit Steinplatten abgedeckt sind. Die Strebepfeiler der Seitenschiffe enden knapp unter der Eindeckung der Dächer, die des Mittelschiffs enden ein kurzes Stück unter den Kragsteinen der Traufen. Der Pfeiler zwischen Joch vier und fünf der Südseite endet etwa in Höhe der Fensterbögen. Einige Pfeiler der Nordseite tragen Abdeckungen in Satteldachform. Im Erdgeschoss ist etwa in mittlerer Höhe der Seitenschifflängswände mittig in den Jochen 1 bis 5 ein schlankes rundbogiges Fenster ausgespart, dessen Gewände auswärts aufgeweitet sind. Das ursprünglich vorhandene Fenster im ersten Joch der Nordseite ist bei der Erneuerung der Außenwand nicht wiederhergestellt worden. Auf der Innenseite der Wand im ersten Joch ist die Kontur einer Laibungskante des ehemaligen Fensters zu erkennen. Im vierten Joch der Südseite liegt die Brüstung des Fensters etwas höher, um darunter eine ausreichende Höhe für ein rechteckiges Südportal zu schaffen. Unmittelbar über den Firsten der Pultdächer ist in jedem Joch ein ähnliches Fenster wie im Erdgeschoss ausgespart, mit etwas geringerer Höhe.

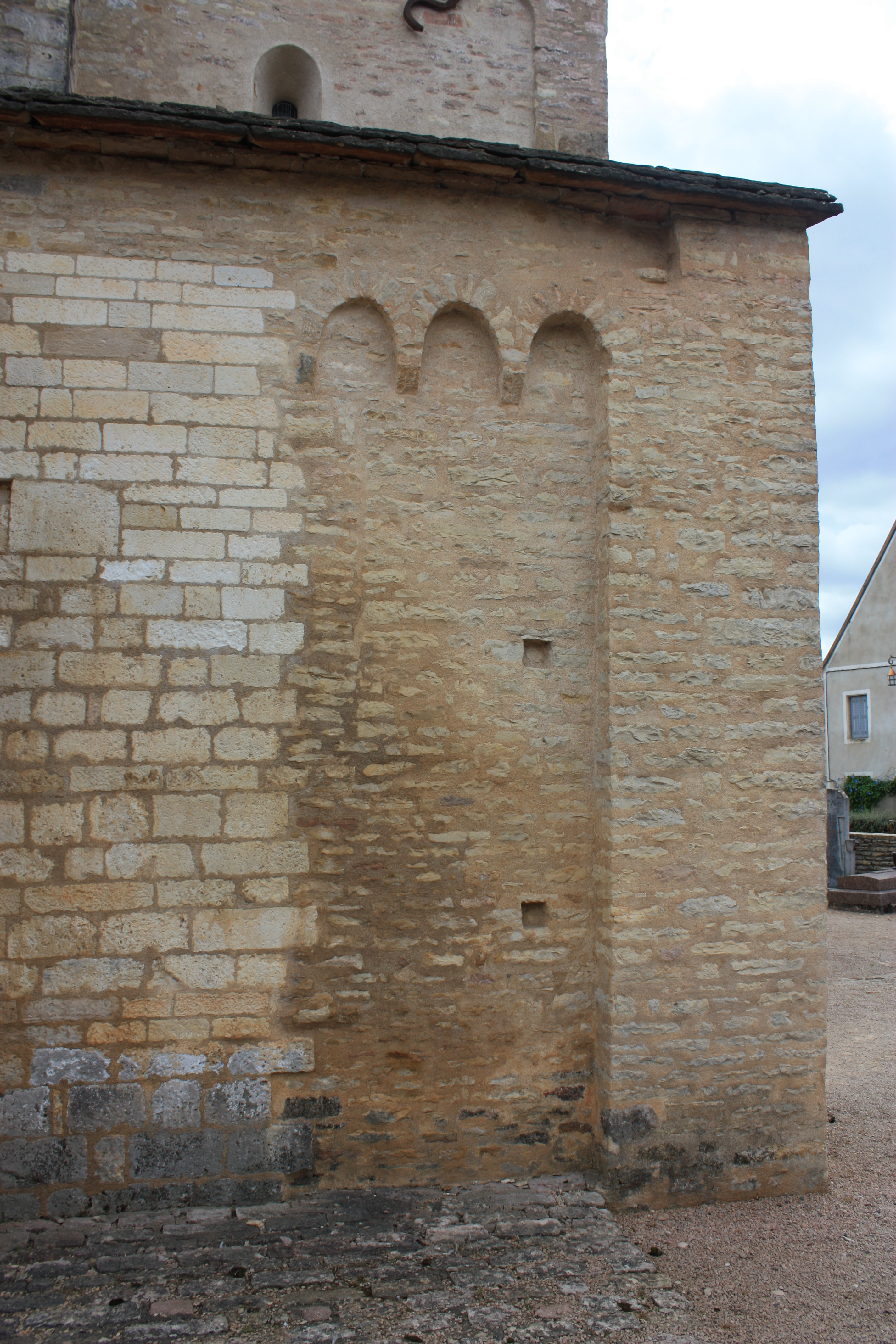
St-Martin de Chapaize, nördl. Seitenschiff, Joch 1, Rest der ursprüngl. Außenwand, mit Bogenfries

Auf der Außenwand der nördlichen Seitenschiffs ist im ersten Joch noch ein kurzes Stück der ursprünglichen Außenwand mit drei Bögen eines Bogenfrieses unter der Traufe erhalten, wie er einst auf allen Längswänden der Seitenschiffe existierte, der aber bei einem Brand um 1100 bis auf diesen Rest zerstört worden ist und danach nicht mehr erneuert wurde.
Die Fassade der Kirche, die Westwand des Langhauses, besteht aus einem mittleren, gegenüber den Kopfwänden des Seitenschiffe deutlich vortretenden Abschnitt, der das Ende des Mittelschiffs abdeckt. Sein Giebel überragt das Satteldach des Schiffs parallel zur Dachneigung um gut einen halben Meter. Die Ortgänge der Pultdächer vor den Seitenschiffen werden von den Steinplatten der Dacheindeckung leicht auskragend überdeckt. Im Zentrum des mittleren Abschnitts ist ein doppelflügeliges, rundbogiges, leicht angespitztes Hauptportal ausgespart. Seine innere Arkade ist an den Bogenansätzen mit Kämpfern markiert. Es wird von einer äußeren Blendarkade umschlossen, die seitlich parallel verläuft und oben ab den Bogenansätzen zunehmend breiter und höher wird. Im oberen Abschnitt des Giebels ist eine flache Blendnische eingelassen, die seitlich an den Kanten von gut einen halben Meter breiten Lisenen begrenzt wird. Unten, etwa in halber Höhe des Firstes, verläuft waagerecht der Rückversaz der Nische. Die Nischenoberseite verläuft satteldachartig mit etwa 20 Grad Neigung und ist dort in einen Bogenfries aus insgesamt elf Bögen mit senkrechten Bogenansätzen aufgelöst. Im Zentrum der Nische ist ein schlankes rundbogiges Fenster ausgespart, das auf der Nischenbrüstung steht und stark aufgeweitete Gewände besitzt. Ihrem äußeren Bogen sind beidseitig in Wandrücksprüngen glatte Säulchen eingestellt, mit schlicht skulptierten Kapitellen und Basen. Kurz unter diesem Fenster sind die Konturen einer ehemaligen Fensteröffnung zu erkennen, die später oberflächenbündig vermauert worden ist. Im oberen Bereich der Kopfwände der Seitenschiffe ist je ein weniger schlankes rundbogiges Fenster ausgespart mit leicht aufgeweiteten Gewänden. Nur auf der Kopfwand des nördlichen Seitenschiffs ist unter diesem Fenster ein rundbogiges Seitenportal ausgespart, etwa in Breite des Fensters.
Auf der Fassade erkennt man etwa in Höhe des Bogenscheitels des Hauptportals die Konturen eines schwarzen Trauerbandes (frz.: litre funéraire) aus dem 17. Jahrhundert, das einst um die ganze Kirche herumführte, das mit Wappen verziert war, wahrscheinlich mit dem der Herren von Uxelles. Auf der oben abgebildeten Grafik des Chorhauptes gegen 1830 sind diese Konturen auf dessen Apsiden noch besser erhalten.

#### Vierungsjoch mit Glockenturm

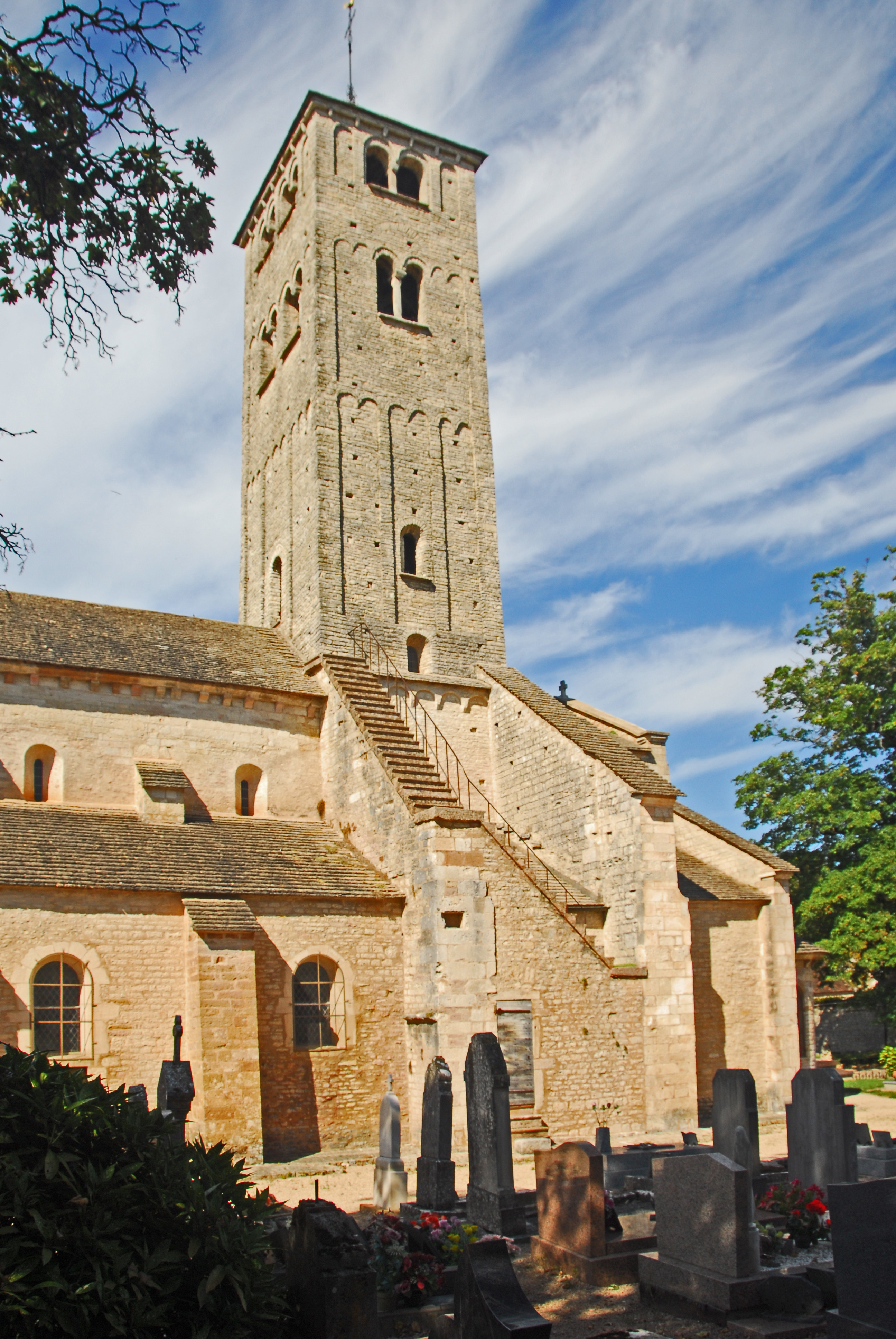
St-Martin de Chapaize, Vierungsjoch mit Glockenturm von SW

Über dem im Grundriss rechteckigen Vierung ragt ein ungewöhnlich hoher Glockenturm auf, mit dem gleichen rechteckigen Grundriss. Die Vierung enthält ein Kuppelgewölbe auf Trompen, das sich im Turmsockel in Höhe des Langhausdaches befindet. Auf der Süd- und Nordseite dieses Sockels ist je ein rundbogiges Fenster ausgespart, die beide die Kuppel belichten.
An die Ecken des Turmsockels schließen auf der Süd- und Nordseite je zwei Strebepfeiler an, die über das ganze Seitenschiff und dann noch deutlich weiter über die Außenwände der Seitenschiffe hinausreicht, als die übrigen Strebepfeiler. Ihre auswärts abgeschrägten Oberseiten, in gleicher Neigung wie die Dächer der Schiffe, sind mit Steinplatten abgedeckt. Diese ungewöhnlich weit ausladenden Strebepfeiler dienen im Wesentlichen zur Ableitung der großen Lasten aus dem hohen Glockenturm.
Zwischen den Strebepfeilern verlaufen die Wände und Dächer in Verlängerung derjenigen der Schiffe. Unmittelbar unter den Fenstern der Kuppel werden die etwas vortretenden Wandabschnitte von kurzen Dachschrägen abgedeckt, deren Traufen von Bogenfriesen unterstützt werden. In diesen Wandabschnitten ist unmittelbar über den Seitenschiffsdächern je ein rundbogiges Fenster ausgespart, wie sie in den Jochen des Mittelschiffs zu finden sind. Auf der Nordseite findet sich in Verlängerung der Seitenschiffwand ein Fenster, wie in den benachbarten Jochen.
Auf der Südseite hat man nachträglich zwischen den Enden der Strebepfeiler eine Wand eingezogen, auf deren Krone eine Steintreppe von einer mittleren Höhe ab dem östlichen Strebepfeiler bis hinauf auf den westlichen Strebepfeiler führt. Diese schwenkt dann um 90 Grad nach Norden ab, wo sie auf der Krone des Strebepfeilers bis hinauf zum Turmsockel reicht. Entlang der Westseite des Turms wird dann eine schmalere Treppe auf der Schräge der Dacheindeckung bis zum First des Mittelschiffs hinauf geführt. Sie endet unter einer rundbogigen Türöffnung, die Einlass in den Glockenturm gewährt. Die Treppenläufe werden einseitig von einem Stahlgeländer begleitet, das zur Absturzsicherung dient. Ihr gegenüber befindet sich eine weitere Tür, durch die man in das Vierungsjoch gelangt.
Der Glockenturm ist auf allen vier Seiten durch flache Blendnischen in drei Geschosse unterteilt, deren Höhen nach oben hin deutlich abnehmen. Inwiefern diese Geschossunterteilungen mit den inneren Geschossen übereinstimmen, geht nicht aus den Quellen hervor.
Das erste Geschoss über dem Turmsockel ist verhältnismäßig hoch, gegenüber den weiteren Geschossen. Die West- und Ostseite wird jeweils in drei schlanke Wandfelder unterteilt, die auf Höhe des Sockelvorsprungs beginnen, und untereinander durch Lisenen getrennt sind, die äußeren sind breiter als die beiden inneren. Die eingetieften Wandfelder werden oben durch Bogenfriese abgeschlossen, mit je drei Bögen. Die schmalere Süd- und Nordseite wird ebenfalls in drei eingetiefte Wandfelder unterteilt mit je zweibogigen Friesen. In der Westwand ist die oben bereits genannte Türöffnung ausgespart, auf den anderen drei Seiten je eine schlanke rundbogige Fensteröffnung, deren Bogenscheitel auf der gleichen Höhe liegen, wie die der Tür.
Im zweiten Geschoss gibt es auf jeder Seite eine breite Blendgliederung, deren seitliche Lisenen aus dem ersten Geschoss übernommen werden. Der untere Rückversatz befindet sich kurz über den Bogenfriesen des ersten Geschosses. Die Wandfelder werden oberseitig durch je sechsbogige Friese abgeschlossen, deren Bögen auf der Nord- und Südseite kleiner sind, als auf den anderen Seiten. Auf der West- und Ostseite sind unter den vier inneren Bögen je zwei Zwillingsklangarkaden ausgespart. Ihre Bögen stehen jeweils gemeinsam auf einem glatten Säulchen mit einem schlicht skulptierten Kapitell und einer Basis auf auskragenden Fensterbänken und weit ausladenden Kämpferprofilen. Auf der Nord- und Südseite ist jeweils nur eine solche Zwillingsklangarkade in der Mitte ausgespart.

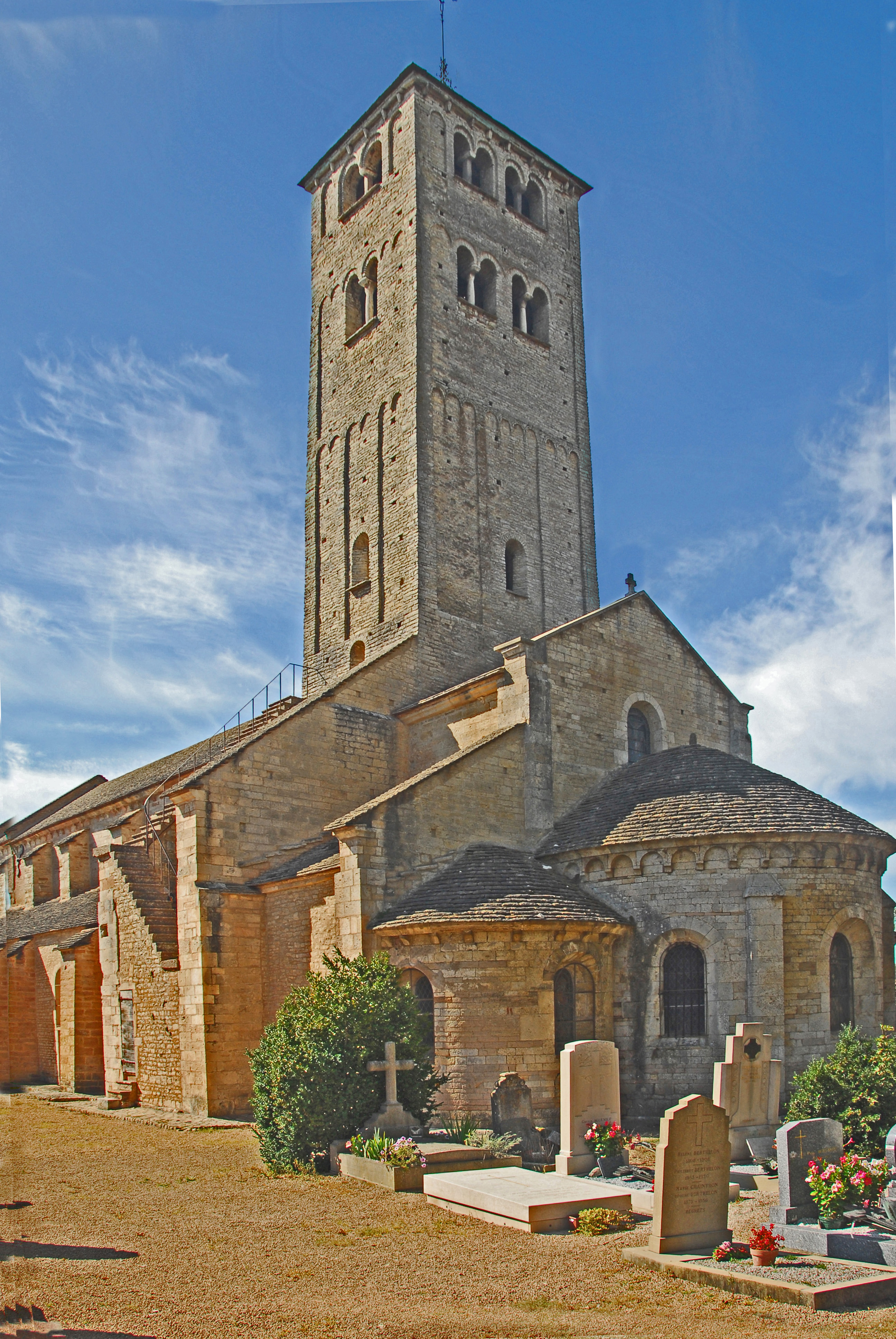
St-Martin de Chapaize, Chorhaupt von SO

Im dritten und obersten Geschoss sind wieder die gleichen Zwillingsklangarkaden ausgespart, die allerdings weniger hoch sind. Zwischen den Turmkanten und den Klangarkaden ist je eine schlanke Blendarkade in Breite eines Bogens eingelassen, deren Unterkante auf Höhe der Fensterbänke liegt.
Die ausladende Traufe des mit Steinplatten gedeckten Pyramidendachs mit etwa dreißig Grad Neigung liegt auf einem Traufgesims auf, dessen Auskragung einen fast quadratischen Querschnitt aufweist. Es wird von Kragsteinen unterstützt, deren Außenseiten nach innen abgeschrägt sind. Der First des Turmdachs wird von einem hoch aufragenden kunstvoll geschmiedeten Kreuz bekrönt.
Auffallend sind in den Wandoberflächen des Glockenturms die zahlreichen quadratischen Löcher, die zur vereinfachten Montage eines Baugerüstes dienen sollen, vor allem zur Wartung und Reparatur dieses hohen Bauteils bei auftretenden Schäden im Laufe der Jahrhunderte.

#### Chorhaupt
Dem Querhaus folgt auf seiner Ostseite ein Chorjoch in etwa gleicher Breite, wie die der übrigen Langhausjoche. Der Aufriss entspricht etwa dem des Langhauses, das Satteldach des mittleren Bereichs liegt jedoch etwas tiefer als das des Mittelschiffs. Die Dachneigungen und die Eindeckungen entsprechen denen der Schiffe. Das Chorjoch wird im Osten durch eine Wand begrenzt, die über die Konturen der Dächer und Wände des Chorjochs parallel zu ihnen deutlich hinausreicht. Die schrägen Oberseiten werden von Schieferschindeln abgedeckt. Die Abdeckungen der Giebelwand des mittleren Abschnitts gehen an ihren Enden in kurze waagerechte Stücke über. Der First dieses Giebels wird von einem steinernen lateinischen Kreuz bekrönt. Die seitlichen Kanten der Giebelwand und deren Verlängerung werden durch knapp auftragenden Strebepfeiler markiert, die bis auf die Dächer der Apsiden hinunterreichen. In den südlichen und nördlichen Wänden des Chorjochs gibt es keine Fensteröffnungen. Stattdessen ist in der Giebelwand oberhalb des Firstes der Chorapsis ein rundbogiges Fenster ausgespart. Zu Belichtung des Chorjochs tragen auch die Fenster der drei Apsiden bei.

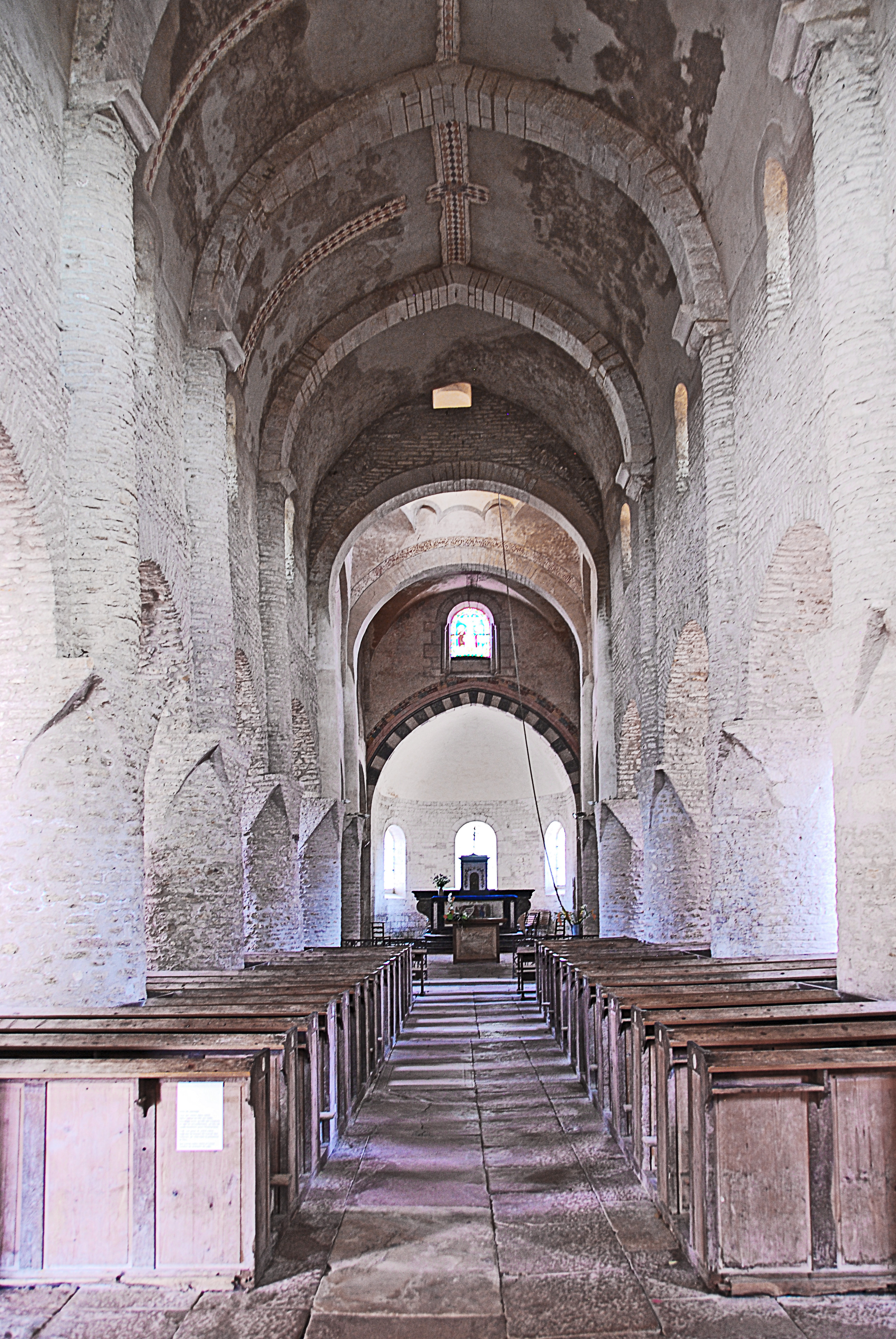
St-Martin de Chapaize, Mittelschiff zum Chor

Der Staffelchor besteht aus drei im Grundriss halbrunden Apsiden, an die relativ kurze Rechtecke anschließen. Die Dächer bestehen dementsprechend aus halbrunden Kegeln an die kurze Satteldächer nahtlos anschließen. Ihre Neigungen und Eindeckungen entsprechen den übrigen Dächern der Kirche. Die zentrale Chorapsis ist deutlich breiter und höher als die der beiden Kapellen. Die Traufe der Chorapsis liegt auf einem auskragenden außenseitig abgeschrägten Traufgesims auf, das von einem Bogenfries unterstützt wird. Beim Traufgesims der Kapellen übernehmen das vorderseitig abgeschrägte Kragsteine. Die gebogene Wand der Chorapsis wird von zwei oberseitig abgeschrägten Strebepfeilern ausgesteift. Zwischen den Strebepfeilern und den Wänden der Kapellen sind insgesamt drei rundbogige Fenster ausgespart, deren Gewände leicht aufgeweitet sind. In den gerundeten Wänden der Kapellen sind etwas kleinere und tiefer angeordnete rundbogige Fenster mit ähnlichen Gewänden ausgespart.
Die Südapsis besteht zu einem beachtlichen Teil aus Bruchsteinmauerwerk des ursprünglichen Bauwerks des 11. Jahrhunderts.

### Inneres

#### Langhaus
Noch heute neigen sich die Hochschiffwände geradezu abenteuerlich nach außen. Das stammt offensichtlich von der ersten Einwölbung mit einer Rundtonne, die die Mittelschiffwände durch ihre horizontalen Kräfte nach außen gedrückt hat. Man hat nach 1125 bei der Erneuerung des Gewölbes mit einer Spitztonne auf den Abbruch der auswärts geneigten Mittelschiffwände und deren kostspielige Neuerrichtung verzichtet, die dann deutlich geringere horizontale Schubkräfte erzeugte, die von Strebepfeilern aufgenommen werden konnten.

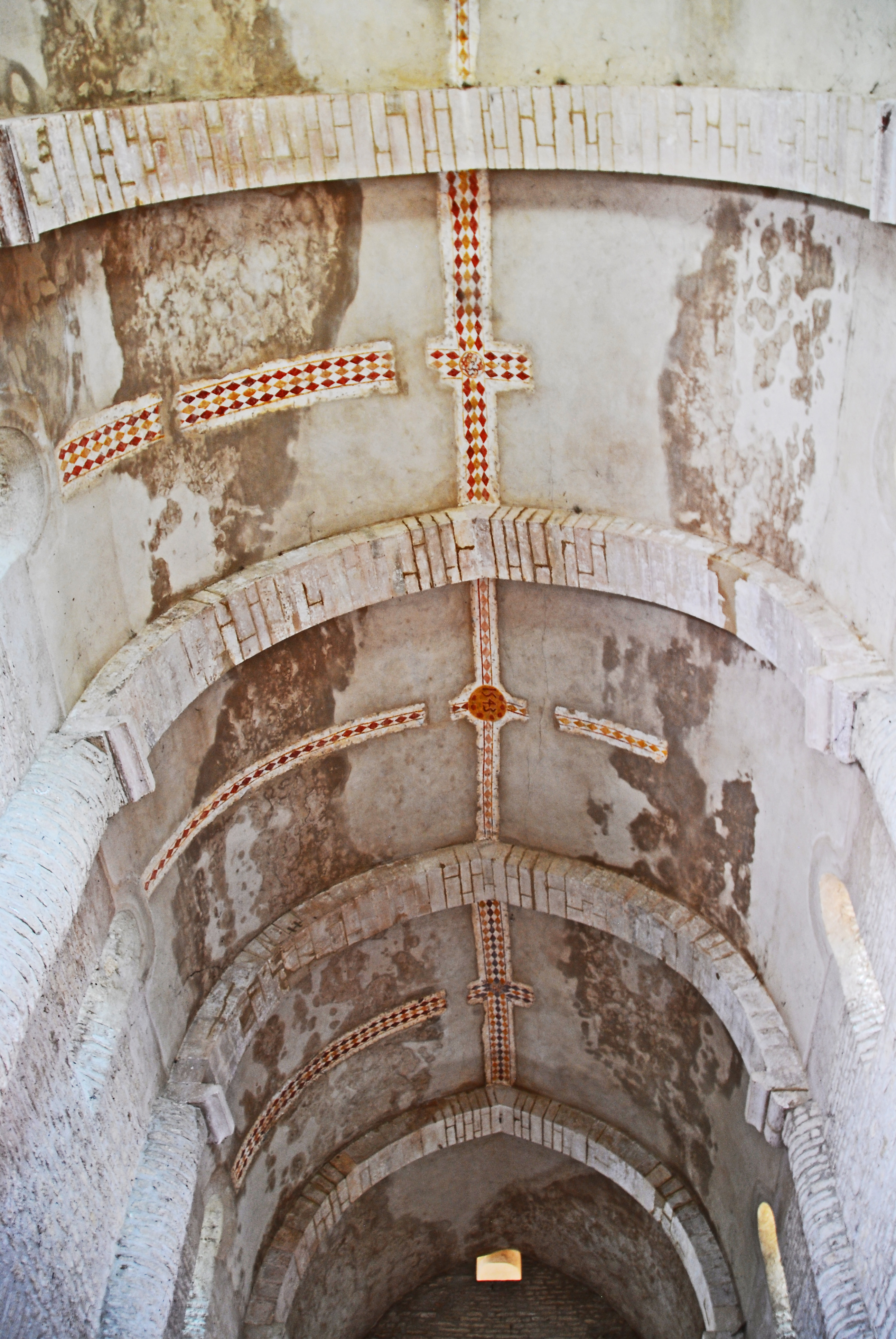
St-Martin de Chapaize, Mittelschiffgewölbe

Äußerst dominierend sind die zwölf kräftigen kreisrunden Pfeiler unter den halbrunden Arkadenbögen der dicken Scheidewände. Sie werden von „Kapitellen“ bekrönt die einen oberen Umriss eines Quadrates aufweisen, mit Seitenlängen, die exakt dem Durchmesser der Säule entsprechen. Die senkrechten Seiten der Kapitelle bestehen aus auf die Spitze gestellten gleichseitigen Dreiecke, die sich an den Ecken der quadratischen Oberseiten nur in einem Punkt berühren. Der offene Raum zwischen den Dreiecken und der Säulenrundung wird von zwei spitzen Dreiecken der Kapitelle umschlossen. Die unteren Spitzen der Kapitellseiten werden aus größeren kantigen Werksteinen geformt, die in das Pfeilermauerwerk integriert sind.
Auf den Quadratseiten stehen die Bogenansätze der Scheidewandarkaden mit ihren scharfkantigen Keilsteinbögen. Die Gurtbögen der Seitenschiffe stehen einseitig auch auf diesen Kapitellen die ihrerseits Kreuzgratgewölbe tragen, deren Grate bis auf die Bogenansätze der Kapitelloberseiten und der äußeren Pfeilervorlagen hinunter reichen. Die Schildbögen an den Außenwänden der Seitenschiffe sind durch vortretenden Keilsteinbögen markiert. Auf den Mittelschiffseiten der Kapitelle stehen fast halbrunde Pfeilervorlagen, die auch alte Dienste genannt werden, die so breit sind, wie die Gurtbögen der spitzbogigen Gewölbe des Mittelschiffs. Sie werden in Höhe der Gewölbeansätze von doppelten Kämpfern abgeschlossen, die lediglich schiffseitig abgestuft und profiliert sind. Ihre Höhenlage entspricht etwa der doppelten Pfeilerhöhe. Das Gewölbe des Mittelschiffs mit seinen kräftigen Gurtbögen mit rechtwinkligen Querschnitten ersetzte nach 1125 das vorher eingestürzte Tonnengewölbe, dessen halbrunde Form an der Westwand und an der Ostwand noch zu erkennen ist. Die Höhe der oberen Gewölbebereiche und ihrer Dächer ist dadurch deutlich größer geworden. Das beweist auch die heutige Lage des westlichen und östlichen ehemaligen Fensters in der Kuppel. Sie werden heute vom Schiffsgewölbe und dem Dachstuhl verdeckt, was ursprünglich nicht der Fall war. Die Gewölbeoberflächen weisen heute Reste von Malereien auf. Es sind insbesondere ornamentale Bänder entlang des Gewölbescheitels und quer dazu in der Mitte der Joche, die sich teilweise in einem verbreiterten Ornament treffen, das an einen Schlussstein erinnert. Die Gewölbeansätze werden durch den Wechsel von Sichtmauerwerk zur verputzten Gewölbeoberfläche markiert.

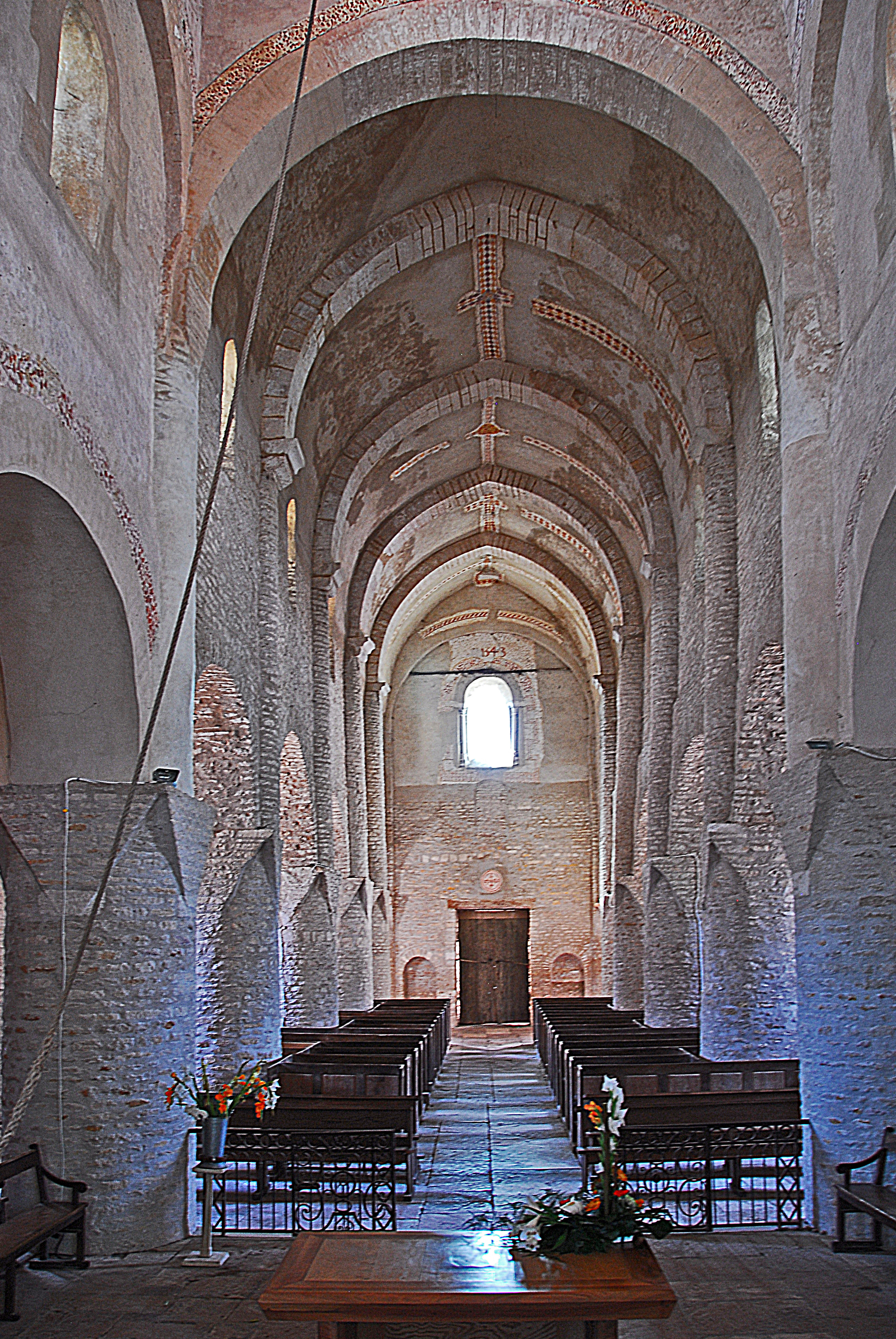
St-Martin de Chapaize, Mittelschiff zur Westwand

In jedem Joch des Mittelschiffs ist in den Außenwändem mittig je ein schlankes rundbogiges Fenster ausgespart, dessen Gewände aufgeweitet sind, deren mittlere Höhe etwa den Gewölbeansätzen entspricht. In jedem Joch der Seitenschiffe ist mittig im oberen Bereich der Blendarkade ein halbrundes Fenster ausgespart, dessen Gewände aufgeweitet sind. Die Brüstung dieses Fenstern im vierten Joch auf der Südseite ist etwas höher angeordnet, damit kurz darunter eine ausreichende Höhe für eine rechteckige Öffnung des Südportals erreicht wird.

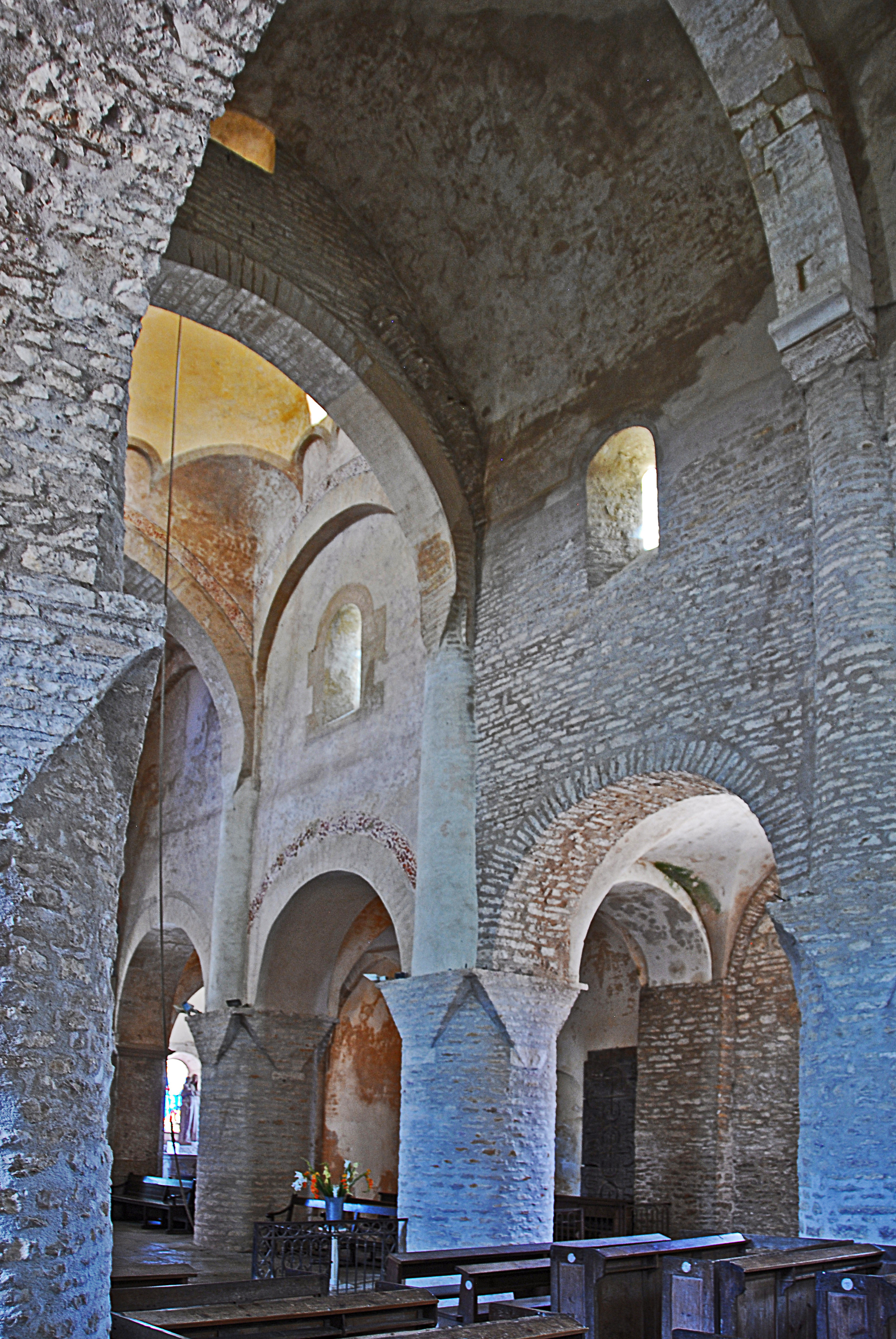
St-Martin de Chapaize, Mittelschiff, südl. Scheidewand u. Vierung

Die Westwand des Mittelschiffs wird von einer Blendarkade umschlossen, deren seitliche Vorlagen noch exakt senkrecht verlaufen, da diese nicht den seitlichen Schubkräften des vorherigen Tonnengewölbes ausgesetzt waren. So ist auch hier die Form des älteren halbrunden Gewölbes zu erkennen. Zentral angeordnet ist das Hauptportal, das innenseitig rechtwinklig ist. Erst beim Öffnen der Portalflügel ist der rundbogige Durchlass der Portalöffnung zu erkennen. Beidseitig des Portals sind rundbogige Wandnischen eingelassen, deren Scheitel etwa auf halber Portalhöhe liegen. Im oberen Wandbereich ist ein recht großes rundbogigen Fenster ausgespart mit aufgeweiteten Gewänden. Beidseitig der Fensteröffnung sind in Rückversätzen glatte Säulchen eingestellt, mit schlicht skulptierten Kapitellen und Basen. Kurz unter der Fensterbrüstung erkennt man die Konturen eines ehemaligen kleineren rundbogigen Fensters, das oberflächenbündig zugemauert worden ist. In den westlichen Kopfseiten der Seitenschiffe ist je ein rundbogiges Fenster ausgespart mit aufgeweiteten Gewänden. Im nördlichen Seitenschiff ist unter dem Fenster noch ein rundbogiges Seitenportal ausgespart.

#### Turmjoch

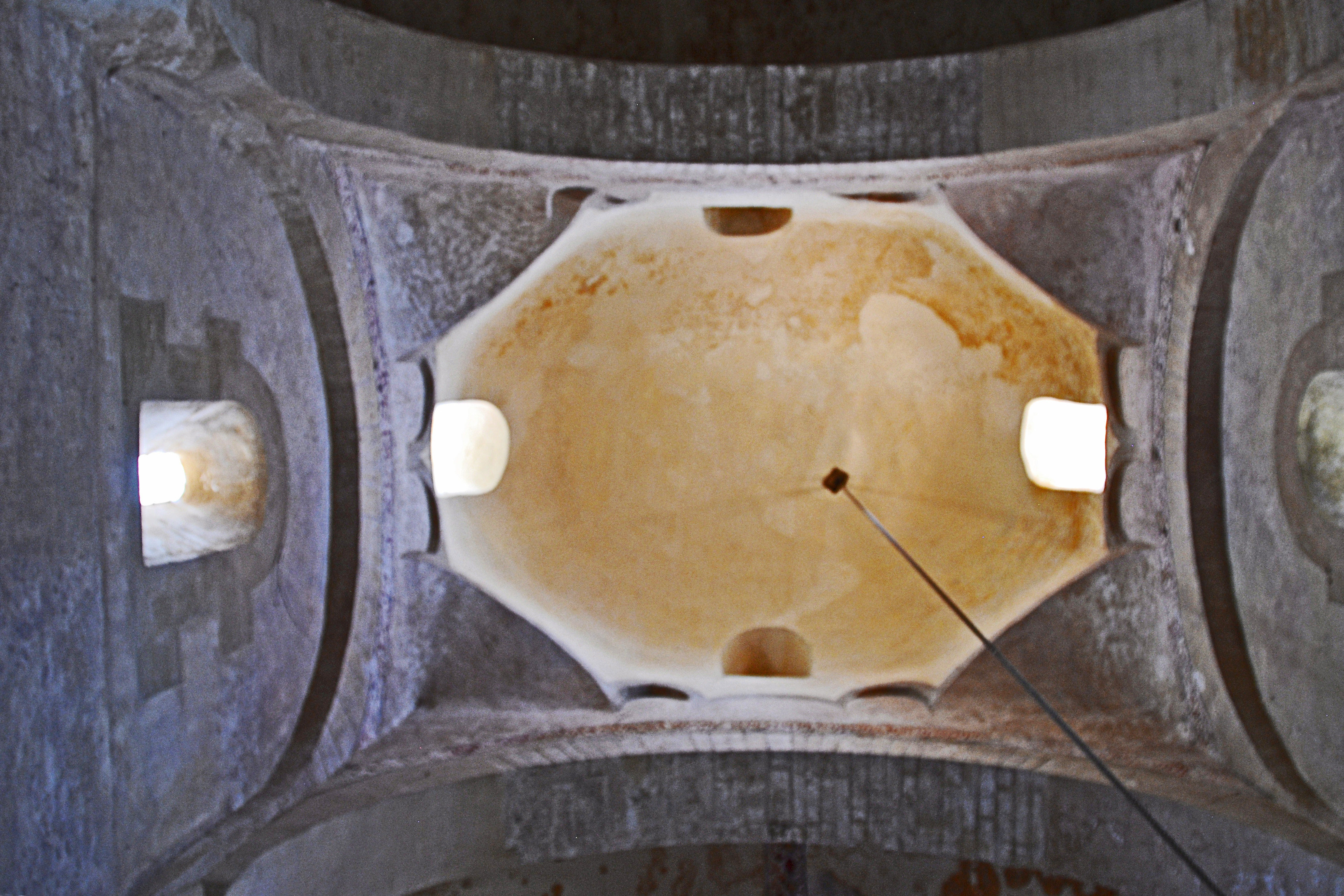
St-Martin de Chapaize, Kuppel auf Trompen

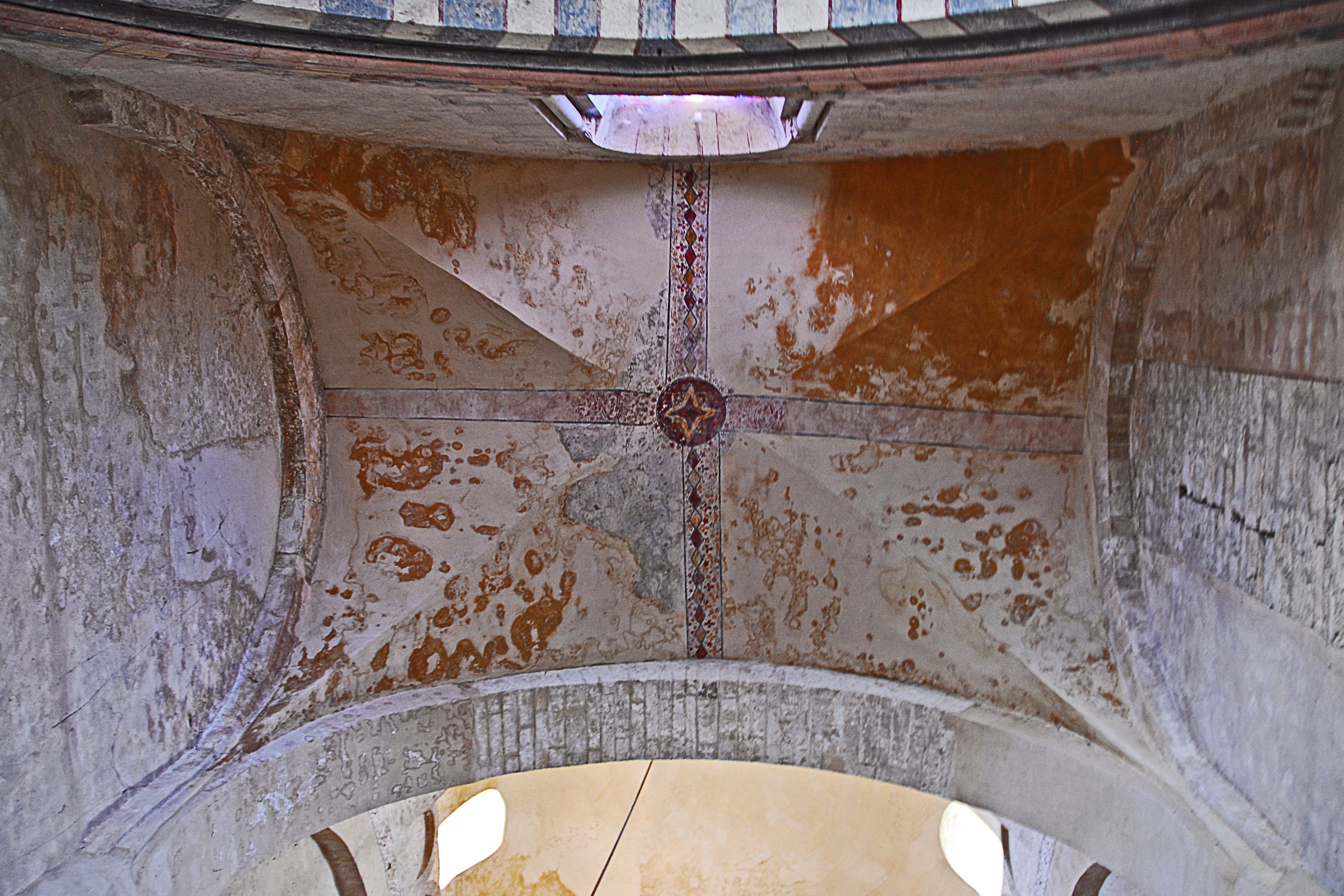
St-Martin de Chapaize, Chorjochgewölbe

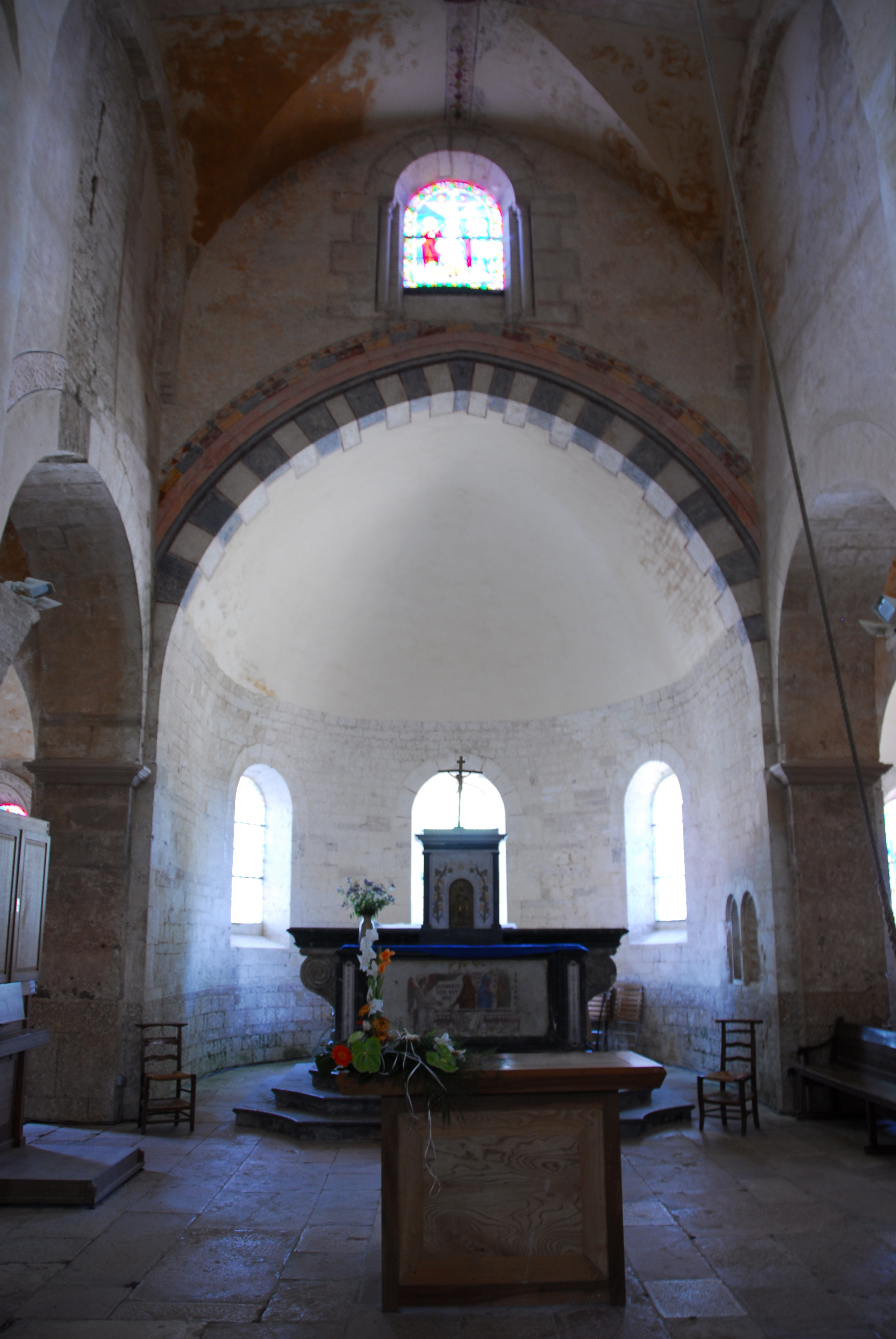
St-Martin de Chapaize, Chor

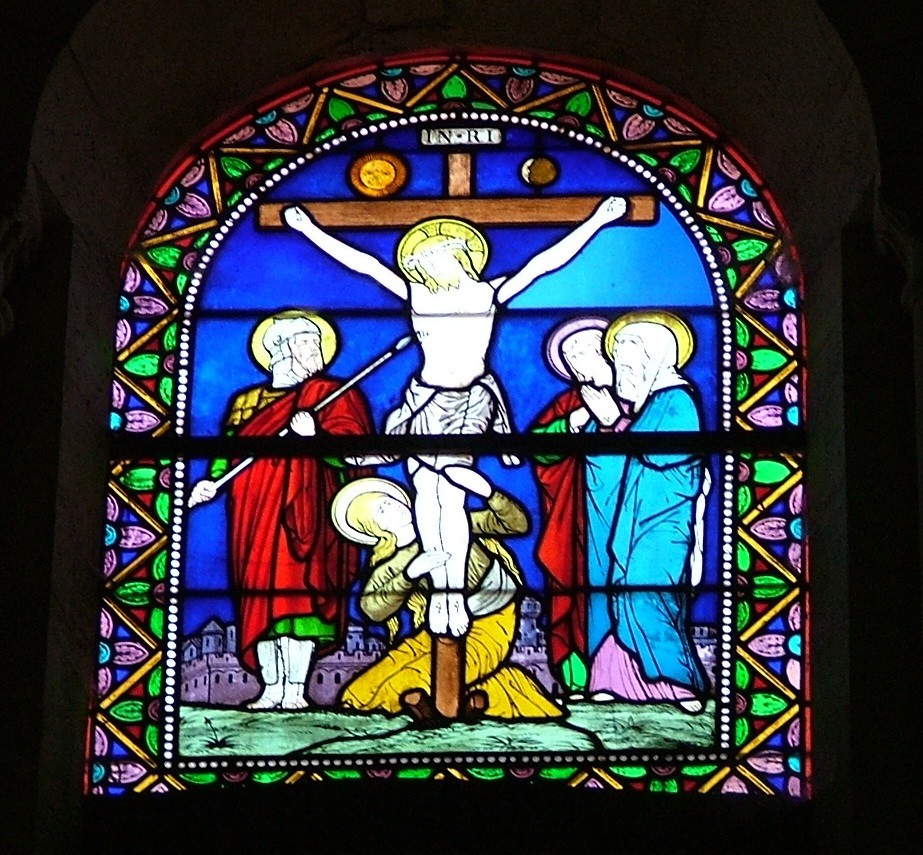
Fenster über Chorarkade

Die Arme des Querhauses ragen nicht über die Seitenschiffe hinaus. Es ist ein abgeschnürtes Querhaus, dessen Arme deutlich niedriger sind, als das Mittelschiff. Es hat eine größere Breite als die der Langhausjoche. In seine Arme öffnen sich im Erdgeschoss rundbogige Arkaden, die wie bei den Langhausjochen auf den quadratischen Pfeilerkapitellen aufstehen und die Wände tragen, die in Verlängerung der Scheidewände der Schiffe stehen. Wie im Mittelschiff sind diesen Wänden in den Pfeilerachsen fast halbrunde alte Dienste vorgeblendet, deren Breiten sich aber auswärts etwas verjüngen und verputzt sind. Diese Vorlagen werden von halben Kapitellen gekrönt, die denen der Langhauskapitelle im Erdgeschoss ähneln. Sie liegen etwas tiefer, als die Kämpfer im Mittelschiff. Auf diesen stehen halbkreisförmige Arkadenbögen aus Keilsteinen, die gleich breite Wände tragen die bis unter die anschließenden Gewölbe reichen. In ihnen findet sich im Gewölbescheitel je eine teilweise verdeckte Fensteröffnung, die ursprünglich die Belichtung der Kuppel ergänzten. In der Nord- und Südwand des Turmjochs sind rundbogige Fenster mittig ausgespart, in Größe und Höhenlage wie diejenigen im oberen Mittelschiff. Nicht weit über diesen Fenstern gibt es jeweils in Breite des Jochs einen Blendbogen, nahezu in gleicher Höhe wie die Arkadenbögen zum Mittelschiff und Chorjoch. Darüber befinden sich die Bögen der Kuppelauflager und die Trompen.

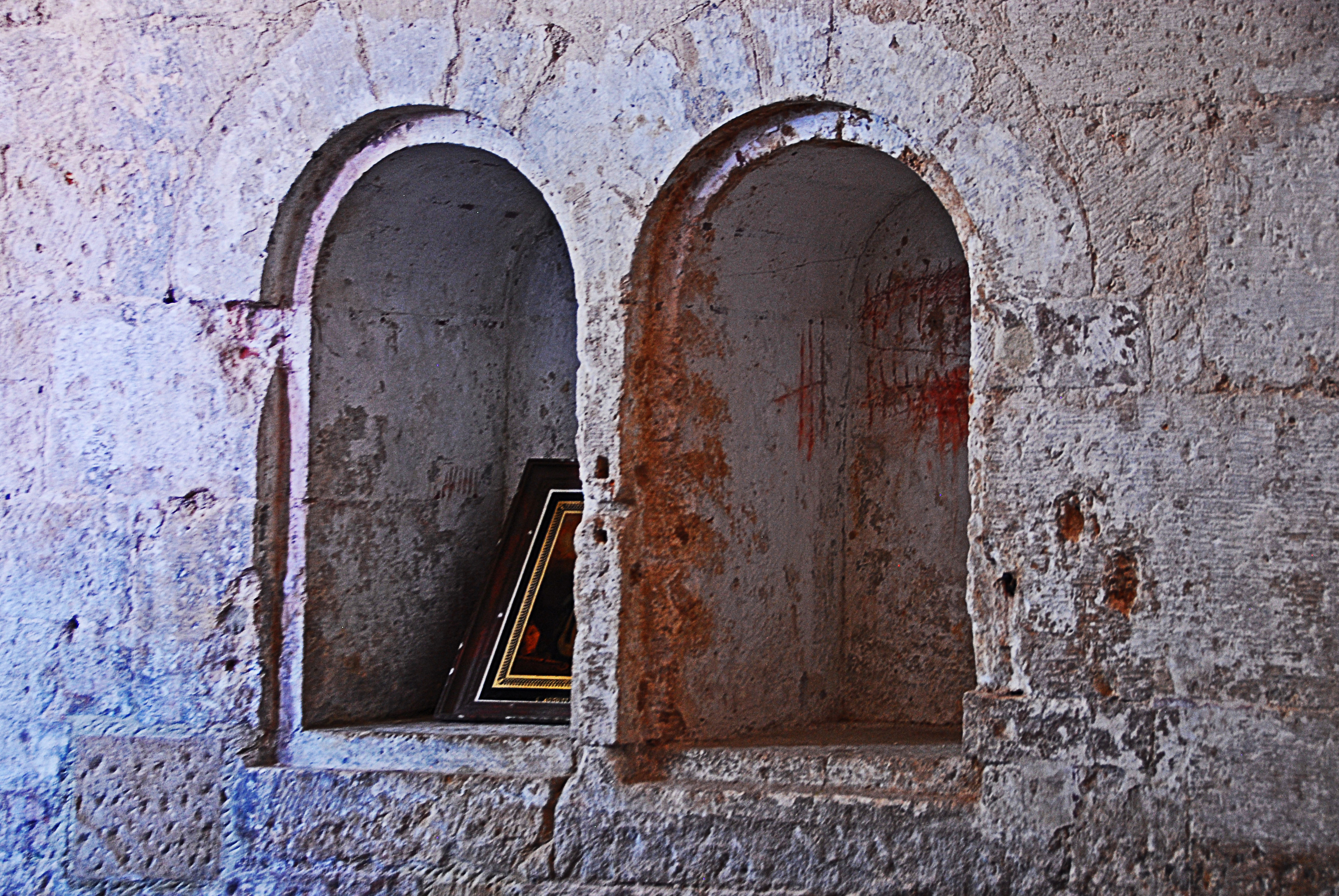
St-Martin de Chapaize, Nischen im Chor, vielleicht ein Armarium

Die oktogonale in das Rechteck des Turmjochs eingefügte Kuppel liegt in den vier Ecken auf recht breiten Trompen auf, in Form halber Hohlkegel, die abwärts spitz zulaufen und an ihren Randbögen mit Werksteinprofilen eingefasst sind. Zwischen den Trompen werden diese untereinander mit zwei und drei Blendbögen verbunden. So entstehen rundum Auflagebögen, auf denen die Kuppelschale aufsteht. Die Kuppel wurde ursprünglich über vier rundbogige Fenster belichtet, von denen nach Erhöhung des Mittelschiffs nur noch zwei das Tageslicht durchlassen.

#### Chorhaupt
Zwischen Querhaus und den Chor- und Kapellenapsiden ist ein Chorjoch eingeschoben, in Breite der Schiffsjoche. Sein Aufriss entspricht nahezu dem des Langhauses. Das Gewölbe des Mittelabschnitts ist allerdings ein Kreuzgratgewölbe und liegt etwas tiefer als das des Mittelschiffs und etwas höher, als die Vierungsarkade. Die seitlichen Wände in Verlängerung der Schiffswände weisen keine Fenster auf. Stattdessen wird das Joch über ein rundbogiges Fenster oberhalb der Chorarkade belichtet, das noch von den Fenstern in den Apsiden indirekt ergänzt wird. Die leicht angespitzten Arkaden zu den Apsiden sind geringfügig schmaler als die Schiffe aber deutlich niedriger als deren Höhen. Die Grundrisse des Staffelchors bestehen aus drei halbkreisförmigen Apsiden an die sich kurze Rechtecke anschließen. Über den gekrümmten Wänden der Apsiden schließen sich nahtlos halbe Kugelkalotten an, die über den Rechtecken in gerade Wandstücke und kurze halbkreisförmige Tonnengewölbe übergehen. In den Rundungen der Apsidenwände sind im Chor drei, in den Apsiden zwei rundbogige Fenster mit Gewändeaufweitungen ausgespart, die die weiß verputzten Räume des Chors und der Kapellen hell erstrahlen lassen.